# Громак, Валерий Иванович
Валерий Иванович Грома́к (Громак Валерый Iванавіч, род. 9 апреля 1950) — Заведующий кафедрой механико-математического факультета, доктор физико-математических наук, профессор.

## Биография
В. И. Громак родился 9 апреля 1950 году в г. п. Мир Гродненской области. В 1967 г.поступил в Белорусский государственный университет и в 1972 году окончил факультет прикладной математики, а в 1975 г. — аспирантуру с досрочной защитой кандидатской диссертации.
Трудовую деятельность начал в должности ассистента кафедры дифференциальных уравнений, затем работал старшим преподавателем, доцентом, профессором кафедры. В 1992 г. Защитил докторскую диссертацию, а в 1993 г. возглавил кафедру дифференциальных уравнений. Профессор В. И. Громак в качестве приглашенного лектора работал в ведущих научных центрах Канады, Японии, Германии, Франции, Великобритании, Финляндии, Китая и других стран, являлся соруководителем международных проектов INTAS, участником проекта TEMPUS.
В. И. Громак возглавляет белорусскую научную школу по аналитической теории дифференциальных уравнений. Под его научным руководством защищено шесть кандидатских и две докторские диссертации. Валерий Иванович ведет интенсивную научнопедагогическую работу. Он — один из организаторов новой для Беларуси специальности — «Компьютерная математика», участвует в разработке совместных научно-образовательных проектов с учеными университетов Магдебурга, Касселя, Улма (Германия), Иоенсуу (Финляндия), Токио (Япония).
В. И. Громак много времени уделяет научноорганизационной работе. Он был членом экспертного Совета ВАК по защите диссертаций, в настоящее время входит в состав двух Советов, является членом редколлегии «Mathematical Modelling and Analysis» и двух республиканских журналов, в том числе «Вестника
БГУ» (серия 1). В. И. Громак — один из инициаторов проведения Международных математических конференций «Еругинские чтения», неоднократно входил в состав оргкомитетов и был приглашенным лектором ряда других международных математических форумов.

## Научная деятельность
В. И. Громак является признанным специалистом в области теории дифференциальных уравнений и их приложений. Его научные интересы связаны с такими актуальными направлениями, как аналитическая теория дифференциальных уравнений, теория нелинейных волн, теория солитонных уравнений, специальные функции.
К основным научным достижениям В. И. Громака можно отнести разработку аналитических методов исследования свойств решений нелинейных дифференциальных уравнений и приложение полученных результатов к нелинейным обыкновенным дифференциальным уравнениям, в том числе к уравнениям Пенлеве и их высшим аналогам, к нелинейным эволюционным уравнениям (аналоги уравнений Кортевега — де Фриза, Шредингера, Синус — Гордона и связанных с ними нелинейных эволюционных уравнений).
В частности, им разработаны методы преобразований и автопреобразований Беклунда для дифференциальных уравнений Пенлеве-типа, основанные на эквивалентных системах специального вида; решена проблема трансцендентности и неприводимости уравнений Пенлеве, которая может быть названа проблемой Пенлеве — Еругина, то есть доказана трансцендентность уравнений Пенлеве, а в одном случае — взаимная приводимость уравнений Пенлеве; дано приложение построенных групп преобразований Беклунда к построению аналитической теории уравнений Пенлеве и их высших аналогов: получены условия существования и простые методы построения рациональных, алгебраических и классических трансцендентных решений и решений, представляющих собой новые нелинейные трансцендентные специальные функции, найдены фундаментальные области пространства параметров, получены функциональные соотношения между решениями, которые определяют дискретные по параметрам аналоги уравнений Пенлеве, найдены автомодельные редукции нелинейных эволюционных солитонных уравнений математической физики, приводящие к уравнениям Пенлеве.

## Публикации
В списке научных работ В. И. Громака более 150 публикаций, учебные пособия, три монографии, одна из которых (Gromak V.I., Laine I., Simomura S. Painleve differential equations in the complex plane. Berlin; New York, 2002), написанная вместе с известным японским математиком Ш. Шимомурой и финским математиком И. Лайне, явилась наиболее полным современным изложением теории уравнений Пенлеве и их высших аналогов на основе преобразований Беклунда. Коллективная монография «The Painleve property. One Century Later» (New York, 1999) под общей редакцией Р. Конта написана по материалам курсов лекций, прочитанных авторами в математической школе Каргеса (Франция). Автором 12 главы этой книги является В. И. Громак. В ней изложены результаты авторского подхода к методу преобразования Беклунда и его приложений. Статьи В. И. Громака публикуются в таких престижных периодических изданиях, как «Journal of Nonlinear Mathematical Physics», «Mathematical Modelling and Analysis», «CRM Proceeding and Lecture Notes», «Теоретическая физика», «Дифференциальные уравнения».
Основные публикации (см. полный список публикаций)
- Громак В. И., Лукашевич Н. А. «Аналитические свойства решений уравнений Пенлеве» (Минск: Універсітэцкае, 1990. — 156 с.).
- Gromak V.I., Laine I., Simomura S. «Painleve Differential Equations in Complex Plane», De Gruyter, Studies in Mathematics, 28, 2002. — 303 p.
- Gromak V.I. "Backlund transformations of the Painleve equations and their applications, (in book «The Painleve property. One century later» ed. *R.Conti, (CRM Series in Mathematical Physics, Springer, 1999), 687—734.
- Gromak V.I. On the classes of the higher order Painleve type equations (in book «Analytic Methods of Analysis and Differential Equations». ed. A.A.Kilbas and S.V.Rogozin) // Ñottenham: Cambridge Scientific Publishers, 2006. P. 87-98.